# Henry Babson
 (octobre 2020).
Le contenu est difficilement compréhensible vu les erreurs de traduction, qui sont peut-être dues à l'utilisation d'un logiciel de traduction automatique.
Henry B. Babson (1er décembre 1875 - octobre 1970) est un entrepreneur américain, investisseur dans la technologie phonographique et éleveur remarquable de chevaux arabes. Il a déménagé à Chicago à l'âge de 17 ans à la demande de l'inventeur Leon Douglass. Alors qu'il travaillait à l' Exposition universelle de 1893, mieux connue sous le nom de Chicago World Fair, Babson rencontra pour la première fois des chevaux arabes de race pure amenés du Moyen-Orient pour être exposés et décida qu'un jour il posséderait ces chevaux pour lui-même.
Bien que Babson lui-même ne soit pas un inventeur, il est devenu riche en vendant des produits innovants, en particulier le phonographe Victor, et a connu des inventeurs tels que Thomas Edison. Il a pris de nombreuses décisions commerciales fructueuses basées sur de nouvelles conceptions ou technologies, choisissant, par exemple, de vendre une nouvelle conception de machine à traire ou d'investir dans de nouvelles sociétés de phonographes. Son intérêt pour le nouveau, l'innovation et le beau se reflétait particulièrement dans sa vie personnelle. Il a embauché Louis Sullivan pour concevoir sa propriété de campagne, a apprécié la course de voiliers personnalisés et, dans les années 1930, a commencé à importer des chevaux arabes aux États-Unis.

## Jeunesse et carrière professionnelle
Babson est le fils d'Augustus "Gus" Babson et de Laura Margaret (Davis). Il est né dans le Massachusetts en 1875 et a grandi dans le comté de Seward, Nebraska.
Il a fait la connaissance de son compatriote Nebraskan Leon Douglass, qui travaillait à l'époque pour la Nebraska Phonograph Company. Douglass était un inventeur et a breveté un certain nombre d'améliorations au phonographe et a été un pionnier dans le développement de la technologie couleur pour les films. Après avoir déménagé à Chicago, Babson a d'abord travaillé à l'Exposition universelle pour 1 $ par jour, peut-être dans la concession de phonographe à fente de Douglass (Douglass avait inventé une pièce jointe pour le phonographe, créant ainsi le prédécesseur immédiat du juke - box ). Il a ensuite obtenu du travail de Douglass, qui était alors devenu directeur de la Chicago Central Phonograph Company, qui faisait partie de la North American Phonograph Company affiliée à Thomas Edison, distributeur du phonographe Edison. Le salaire de départ de Babson était de 15 $ par semaine et il était caissier. Pendant un bref moment, sous la direction de Douglass, il travailla également à San Francisco, dirigeant une concession de phonographes à sous et un salon, qu'il vendit ensuite en 1895, sous la direction de Douglass, à Peter Bacigalupi, un pionnier des enregistrements de musique ancienne, et l'entreprise est devenue connue sous le nom de " Kinetoscope, phonographe et graphophone d' Edison".
Babson est retourné à Chicago et a continué à se développer dans l'industrie de la vente d'enregistrements sonores. À partir de 1903, il a voyagé dans le monde entier, notamment en Chine, en Russie, en Extrême-Orient et en Europe en tant que représentant de la Victor Talking Machine Company, vendant plus de 100 000 $ de phonographes. Plus tard, avec ses frères, Fred et Gus, il a fondé la Babson Brothers Company à Chicago, une société de vente par correspondance commerciale et par catalogue similaire à Sears, Roebuck and Company, qui était un important vendeur du phonographe Edison, ainsi que Babson Records, Burlington montres, vêtements, chaussures et fournitures agricoles. Il est également devenu administrateur de la Talking Machine Company de Chicago, puis actionnaire majeur de la Victor Talking Machine Company, dont son mentor Leon Douglass a été le premier vice-président. Victor était le fabricant du phonographe Victrola très populaire. L'entreprise a finalement été rachetée par RCA. En raison de son succès dans les affaires et les investissements, Babson a pu voyager à l'international et a finalement réalisé son rêve de posséder des chevaux arabes de race pure. En 1907, il a chargé l'architecte Louis Sullivan de concevoir un domaine de 28 acres à Riverside, dans l'Illinois.

## Babson Farm
Babson a obtenu des chevaux arabes d'Angleterre, de Pologne et, plus particulièrement, d'Égypte. Il a commencé à voyager à la recherche des chevaux arabes de la meilleure qualité en 1930, voyageant en Angleterre, en France et en Espagne, mais n'a pas été en mesure d'acheter des chevaux de la qualité qu'il recherchait. En 1932, alors qu'il avait 57 ans, il fit sa première importation majeure d'Égypte de deux étalons et cinq juments, et construisit une ferme près de Grand Detour, Illinois, pour son élevage de chevaux. En 1938 et 1939, il a importé quatre Arabes de Pologne pour les croiser sur sa race égyptienne. En 1940 et 1941, puis de nouveau en 1958, il importa un petit nombre d'Arabes de race anglaise via des fermes au Canada et en Angleterre. Au fil des ans, les chevaux de race Babson ont excellé dans le ring des concours hippiques dans les classes de licol ( conformation du cheval ) et dans diverses disciplines de performance sous selle et en harnais. Respecté pour ses contributions à la race de cheval arabe aux États-Unis, Babson a été président de l'Arabian Horse Registry, qui fait partie de l' Arabian Horse Association de 1949 à 1957.
Le plus notable des importations de Babson était l'étalon * Fadl, qui a ensuite engendré le champion Fa-Serr, qui est une source génétique majeure de la couleur noire chez les Arabes modernes. Le fils le plus célèbre de Fadl, cependant, était l'étalon mi-égyptien, mi-polonais Fadheilan, père du légendaire champion des années 1960, Fadjur, grand-père de Khemosabi, un champion national en licol et en performance, qui était l'un des plus importants étalons arabes des années 1970 et 1980. Aujourd'hui, * Fadl se trouve dans tous les pedigrees de "Babson purs" (ou "Babson Egyptian"). Les chevaux les plus connus de ses importations polonaises étaient l'étalon * Sulejman, qui a engendré de nombreux champions, et la jument * Azja IV, qui est devenue la mère du grand étalon américain Azraff.
Au début des années 1960, Babson décida de concentrer son programme d'élevage uniquement sur le sous-groupe de la souche arabe maintenant connue sous le nom de lignées « Babson Egyptiennes ». Il a gardé son élevage qui descendait de ses importations égyptiennes d'origine et a vendu ses chevaux de race non égyptienne. Il a alors commencé à croiser une partie de son stock sur les « nouvelles » importations égyptiennes qui ont commencé à arriver aux États-Unis dans les années 1950 et 1960, principalement les descendants de l'étalon Nazeer. Après presque 40 ans d' élevage de chevaux, Babson est mort en 1970 et son élevage a continué jusqu'en 1999.

## L'élevage de Babson depuis
L'héritage le plus durable de Babson est sa contribution à la race de cheval arabe. Les lignées Babson sont réputées pour produire des chevaux arabes de substance avec des dispositions calmes, stables et entraînables, utilisés pour le dressage et l' équitation d'endurance ainsi que pour de nombreuses disciplines de concours hippiques aux États-Unis et en Europe. Les chevaux fortement influencés par l'élevage Babson sont généralement de couleur plus foncée, principalement bai foncé, alezan brûlé et noir.
Environ 230 chevaux arabes sont des descendants purs et directs des importations Babson égyptiennes et sont appelés chevaux « Babson  purs » ou «Babson égyptiens». Cependant, les Arabes avec des lignées "influencées par Babson" se comptent par milliers, à la fois dans ce que l'on appelle des pedigrees "domestiques" (Arabes avec des ancêtres importés aux États-Unis avant 1944) et des pedigrees "Égyptiens purs" (Arabes avec des ancêtres tous tracés au sang égyptien). Le groupe « pur Babson » et le groupe de lignées « influencées par Babson » ont des éleveurs de préservation qui travaillent pour préserver l'influence Babson.